# Palaú (Coahuila)
Palaú es una pequeña ciudad minera del estado mexicano de Coahuila, localizada al norte de la entidad en el Municipio de Múzquiz. 
Palaú es un importante centro minero de la región carbonífera de Coahuila, está localizado a 10 kilómetros de la cabecera municipal, Ciudad Melchor Múzquiz y a 25 kilómetros de Nueva Rosita, la principal actividad económica de la región es la minería, principalmente de carbón.
La población cobró notoriedad en 2006 por su cercanía con las minas de San Juan de Sabinas donde ocurrió la explosión de la Mina Pasta de Conchos, donde perdieron la vida más de 60 mineros, la mitad de ellos residían aquí. Si bien, el 2 de octubre de 1939, una explosión en la propia mina de Palaú había costado la vida a 67 mineros.
El nombre de Palaú se originó por un personaje llamado Juan Manuel de Palau (1702-1779), español procedente de Cataluña que en el siglo XVIII fue enviado por el recién nombrado virrey de la Nueva España Juan Fco. de Güemes y Horcasitas en el incipiente reinado de Fernando VI, para inspeccionar las propiedades que se había adjudicado el entonces comandante del presidio de Santa Rosa (hoy Ciudad Melchor Múzquiz), Don Miguel de la Garza Falcón, que lo llamó Hacienda de Dolores (primer nombre de Paláu) en 1746; luego, fue la Hacienda de Palau. A la postre Don Juan Manuel se convertiría en poderoso latifundista.

## Flora
En las zonas altas de las montañas abundan los bosques de pinos, encinas, cedros, nogales y sabinas. Mientras que en las zonas bajas predomina el matorral desértico microfilo, que lo constituyen el mezquite, gobernadora, guayacán, palma, tasquillo, junco, hojasén, largoncillo, nopal, y abundan el huizache y la yuca. En las orillas de los ríos y arroyos abundan las sabinas, álamos, nogales y encinos.
Las áreas agrícolas se localizan en la llanura de suelo de aluvión, en los alrededores de Melchor Múzquiz, principalmente al noreste y noroeste de la población. La agricultura de riego ocupa áreas planas y de suelo profundo principalmente en la franja oeste y noroeste del área de estudio, tiene una fertilidad que va de moderada a alta, permite el establecimiento de agricultura mecanizada, la aplicación de fertilizantes y pesticidas. Los principales cultivos son: avena forrajera, avena de grano, cebada, frijol, maíz, melón, sorgo forrajero y sorgo de grano.

## Deportes en Palaú
Dentro de la infraestructura deportiva de Paláu en las colonias Arturo Pérez Bonilla y Obrera N.º 1, se cuenta con 4 campos de fútbol, 2 para categoría libre y 2 para fútbol infantil, un campo de béisbol y 3 canchas para baloncesto o voleibol. También se cuenta con el Parque Deportivo de Béisbol donde juega el equipo "Tuzos de Palaú", así como los campos de béisbol "Polias", "Las Cuadras", "Materias" y "Del Cuatro", que son utilizados por los equipos que participan en las diferentes ligas locales.
El deporte más tradicional y arraigado en este poblado es el béisbol a pesar de la enorme influencia del fútbol en la región en las últimas dos décadas. El equipo más representativo es Tuzos de Palaú en la liga instruccional del Norte de Coahuila "José Fernández Santos" donde ha permanecido activo desde 1969 (su último campeonato fue en 2017). Cuenta con torneos o ligas locales como la "Alberto Chivel Esquivel" de donde surgen buenos prospectos. También se destaca en las ligas juveniles donde cuenta con varios campeonatos.
Otro deporte muy practicado además del fútbol es el baloncesto.
El fútbol es hoy en día un deporte muy practicado en el Mineral de Paláu, ya que aquí se desarrollan la Liga Local de Fútbol de Categoría Libre y la Liga "Don Vidal Alemán Hernández" de Fútbol Infantil y Juvenil, donde cada año participan más de 40 equipos en las categorías libre, juvenil, infantil y femenil.

## Los matachines
Otra de las tradiciones más arraigadas en este poblado son los matlachines popularmente conocidos como matachines, que danzan en honor de la Virgen de Guadalupe el 12 de diciembre de cada año. Es tanta la pasión por danzar que existen distintos estilos de danza e indumentarias que se exhiben. Cada año crece el número de participantes, incluso son imitados por las localidades cercanas. La danza Consiste en una mezcla repetitiva de sonidos de tambor, silbatos y huaraches con suela metálica amortiguada generados por una docena o más de danzantes (en cada grupo) que avanzan lentamente hacia la parroquia local. Un toque chusco lo forman los viejos de la danza que son personas disfrazadas de demonios o brujos y que tienen la función de asustar a los niños o personas que observan.

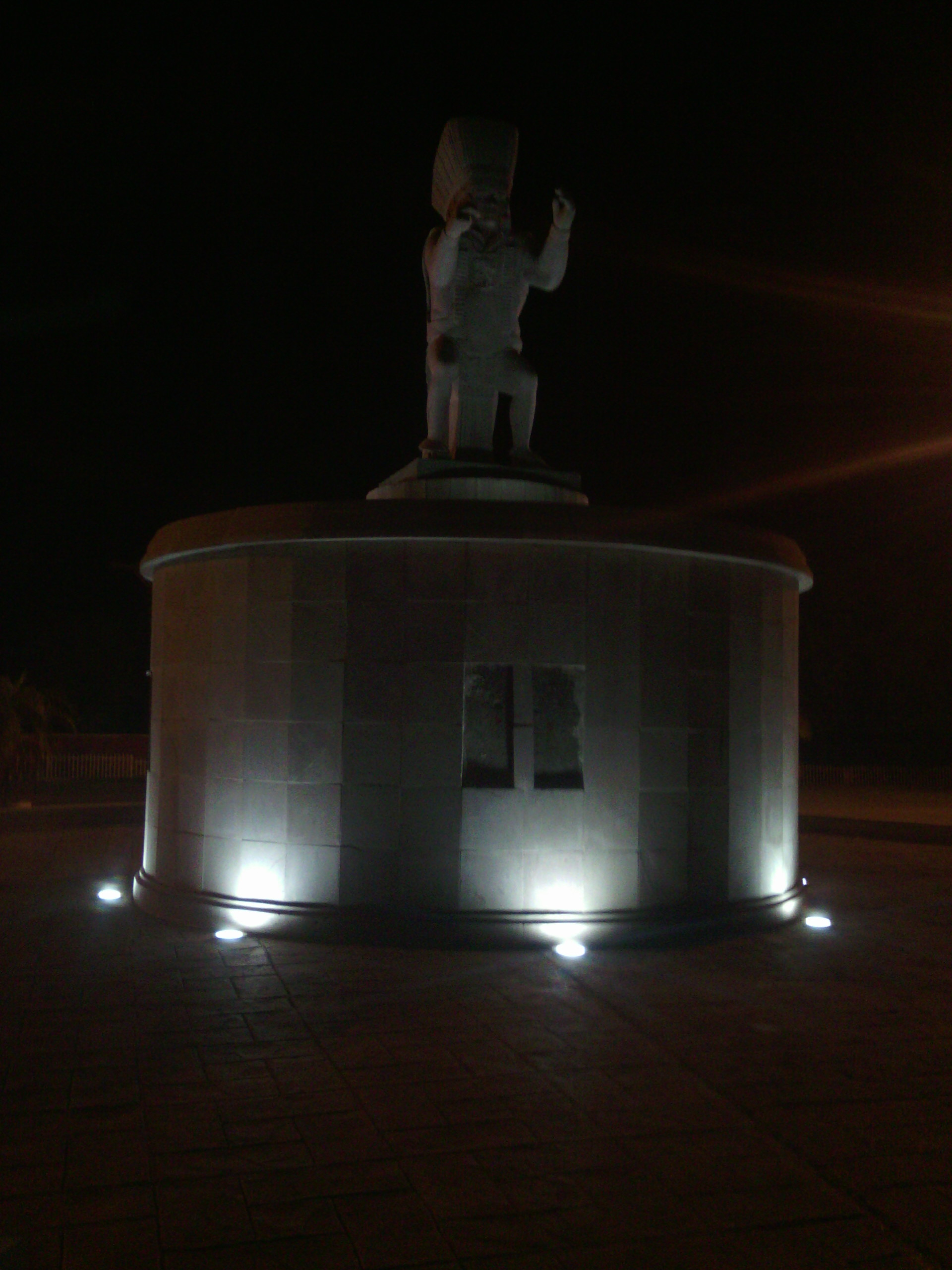
Vista nocturna del monumento a los danzantes
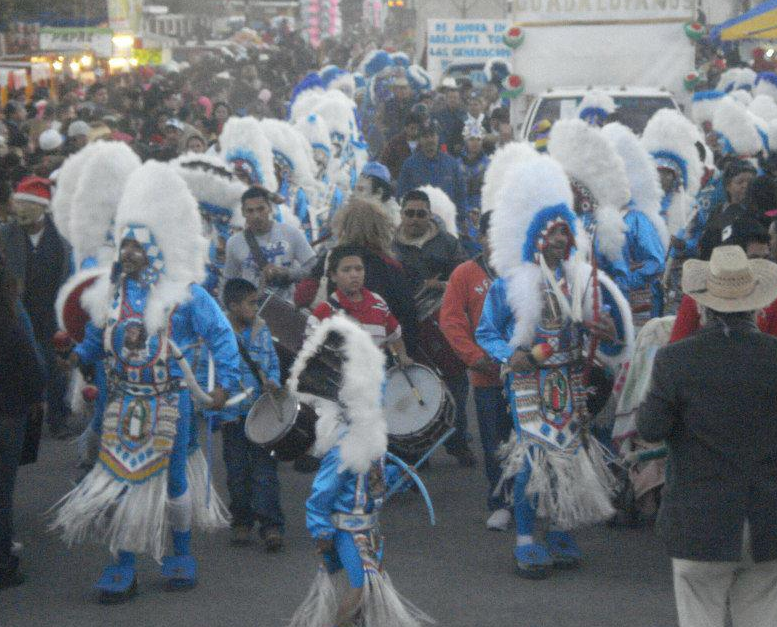
Danza de matlachines

## La educación en Palaú
Por muchos años en Palaú, los egresados de secundaria que aspiraban a la educación media superior lo hacían en instituciones fuera de la localidad ante la escasez de oferta educativa en este nivel, algunos se educaban en las ciudades de Nueva Rosita o Sabinas y otros, lo hacían en la capital de estado (Saltillo) o en Monterrey entre otras ciudades importantes. En 1976 se fundó la Escuela de Bachilleres Palaú que vino a cubrir aunque con muchas deficiencias parte de esta demanda. Después, en la última mitad de la década de los 80s, algunos ciudadanos (principalmente maestros) comenzaron a presionar a las autoridades educativas del estado para instalar un centro de Bachillerato Tecnológico Industrial y de Servicios (CBTIS) en Palaú, ya que una buena parte de los estudiantes acudía hasta Sabinas donde funciona este centro de estudios y goza de presencia nacional. Esto, geográficamente era imposible, así que, en 1996 el gobierno del estado decidió instalar un CECyTE (Colegio de Estudios Científicos y Tecnológicos) que es un sistema de bachillerato tecnológico estatal diseñado para las regiones semirrurales de Coahuila, teniendo buena aceptación en la localidad.

## Música
Los principales géneros más escuchados en Paláu son las cumbias, cumbias norteñas, regional mexicano, banda y corridos.
Actualmente la mayoría de los jóvenes están influenciados por diferentes géneros de música tales como Pop, Pop en inglés, K-pop, Rock, etc.
El mariachi aún es practicado en serenatas y eventos especiales.

## Comida
En Coahuila, específicamente en Palaú, la gastronomía tradicional y principal es la carne asada y las tortillas de harina, como también existen otras comidas típicas como la discada, fríjoles borrachos, tamales, tacos de bistec, gringas, piratas, menudo, tacos mañaneros, chiles rellenos, elotes preparados, hamburguesas, hot-dogs, etc.
Paláu también se distingue por su gusto en el consumo de pescado, generalmente de agua dulce y lo demuestran la gran cantidad de negocios que lo comercializan tanto fresco como cocinando popularmente conocidos los caldos de pescado, el pescado empanizado, ceviche y chicharrón de pescado.

## Religión
La religión más practicada es la católica, pero también hay templos cristianos, testigos de Jehová, la Luz del Mundo, mormones (La Iglesia de Jesucristo de los Santos de los Últimos Días), logias masónicas, y también hay una minoría de ateos.

## Elevación a Villa
Durante un acto conmemorativo celebrado el 28 de mayo de 2025, el ayuntamiento de Melchor Múzquiz oficializó la elevación del Mineral de Palau a la categoría de villa, en el marco del centenario de su incorporación al municipio tras haberse separado de Sabinas en 1925.
Decisión sustentada en criterios demográficos y económicos establecidos en la normativa estatal. Palau cuenta con 17,560 habitantes, superando a 22 municipios de los 38 existentes en Coahuila. Además, ha dejado de depender de la minería como fuente principal de empleo, diversificando su economía y generando nuevas oportunidades.